# Градманци
Градманци (на македонска литературна норма: Градманци) е село в община Ибрахимово (Петровец) на Северна Македония.

## География
Селото се намира в областта Блатия в западното подножие на Градищанската планина.

## История
В края на XIX век Градманци е българско село в Скопска каза на Османската империя. Според статистиката на Васил Кънчов („Македония. Етнография и статистика“) към 1900 година в Дивлье живеят 455 българи християни.
В началото на XX век цялото село е под върховенството на Българската екзархия. По данни на секретаря на екзархията Димитър Мишев (La Macédoine et sa Population Chrétienne) в 1905 година в Градманци има 85 българи екзархисти.
След Междусъюзническата война в 1913 година селото попада в Сърбия.
На етническата си карта от 1927 година Леонард Шулце Йена показва Градманци (Gradmanci) като село с неясен етнически състав.
Според преброяването от 2002 година селото има 66 жители.
| Националност     | Всичко |
| северномакедонци | 56     |
| албанци          | 0      |
| турци            | 0      |
| роми             | 0      |
| власи            | 0      |
| сърби            | 5      |
| бошняци          | 0      |
| други            | 5      |